# Eco Fighters
Eco Fighters (Ultimate Ecology в Японии) — видеоигра в жанре горизонтального скролл-шутера, выпущенная компанией Capcom для аркадной платформы CPS-2 в декабре 1993 года.
Название игры указывает на используемую в ней тематику экологии — игрок сражается с мегакорпорацией, медленно разрушающей экологию планеты своими машинами. Дизайн игры был предложен японским игроком, выигравшим конкурс Capcom.
Игра была переиздана на игровых консолях Xbox и Playstation 2 в 2006 году в составе сборника Capcom Classics Collection Vol. 2, а также в составе Capcom Classics Collection Reloaded для PlayStation Portable. Игра также доступна на онлайн-сервисе GameTap.

## Игровой процесс
Необычной особенностью игрового процесса является наличие у корабля игрока вращающейся «руки», удерживающей оружие и позволяющей стрелять в любом направлении.